# J. Hyam Rubinstein

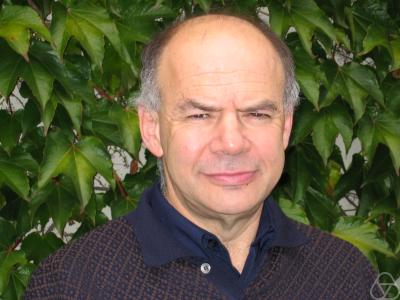
J. Hyam Rubinstein

Joachim Hyam Rubinstein (* 7. März 1948 in Melbourne) ist ein australischer Mathematiker.

## Leben
Rubinstein ging in Melbourne zur Schule und studierte an der Monash University (Bachelor 1969) in Melbourne und wurde 1974 an der University of California, Berkeley, bei John Stallings promoviert (Isotopies of incompressible surfaces in three dimensional manifolds). Als Post-Doktorand war er an der University of Melbourne, wo er 1978 Dozent und 1982 Professor wurde. Von 1989 bis 1992 stand er der mathematischen Fakultät vor und von 2002 bis 2004 der Fakultät für Mathematik und Statistik. Er war unter anderem Gastwissenschaftler am Institute for Advanced Study (1982, 1990), am MSRI, an der University of Warwick, an der University of California, San Diego, an der University of California, Davis, an der Stanford University, am Technion (als Lady Davis Fellow) und der Universität Paris VI.
Er befasst sich mit niedrigdimensionaler Topologie, Minimalflächen, Differentialgeometrie, Finanzmathematik und Optimierung von Netzwerken (mit Anwendungen im Bergbau und auf Maschinen-Lernen). Er ist besonders bekannt für Arbeiten zu Algorithmen in der Topologie dreidimensionaler Mannigfaltigkeiten und entwickelte einen Algorithmus, der aus der Triangulation einer Mannigfaltigkeit bestimmt, ob diese homöomorph zur 3-Sphäre ist (implementiert im Softwaresystem Regina, das er mitentwickelte).
Von 1986 bis 1988 und 1997 bis 2002 war er im Rat der Australian Mathematical Society, er war deren Präsident von 1990 bis 1992 und Vizepräsident von 1988 bis 1990 und 1999 bis 2000. Im Jahre 2005 übernahm er den Vorsitz des nationalen Komitees für Mathematik in Australien. Seit 2003 ist er Fellow der Australischen Akademie der Wissenschaften, deren Hannan Medaille er 2004 erhielt. 2008 erhielt er die George Szekeres Medaille und 1987 die Medaille der Australischen Mathematischen Gesellschaft. 1994 war er Invited Speaker auf dem Internationalen Mathematikerkongress in Zürich (An algorithm to recognise the 3-sphere). Er ist Fellow der American Mathematical Society.

## Schriften
- mit Marc Culler und William Jaco: Incompressible surfaces in once-punctured torus bundles. In: Proceedings of the London Mathematical Society. Series 3, Bd. 45, Nr. 3, 1982, S. 385–419, (Digitalisat).
- mit William Jaco: PL minimal surfaces in 3-manifolds. In: Journal of Differential Geometry. Bd. 27, Nr. 3, 1988, S. 493–524, (online).
- An algorithm to recognize the 3-sphere. In: Srishti D. Chatterji (Hrsg.): Proceedings of the International Congress of Mathematicians. August 3–11, 1994, Zürich, Switzerland. Birkhäuser, Basel u. a. 1995, ISBN 0-8176-5153-5, S. 601–611, (Digitalisat).
- mit William Jaco: 0-efficient triangulations of 3-manifolds. In: Journal of Differential Geometry. Bd. 65, Nr. 1, 2003, S. 61–168, (online).
- mit Sungbok Hung, John Kalliongis und Darryl McCullough: Diffeomorphisms of elliptic 3-manifolds (= Lecture Notes in Mathematics. 2055). Springer, Berlin u. a. 2012, ISBN 978-3-642-31563-3.